# Neotis denhami
L'otarda di Denham (Neotis denhami (Children e Vigors, 1826)), che deve il nome all'esploratore britannico Dixon Denham, è un uccello della famiglia degli Otididi originario dell'Africa subsahariana.

## Descrizione

### Dimensioni
Il maschio misura 100 cm di lunghezza, per un peso di 9000-10.000 g; la femmina misura 80 cm di lunghezza, per un peso di 3000 g.

### Aspetto
In questa otarda, diffusa in gran parte del continente africano, le parti superiori sono di colore marrone scuro con sottili vermicolature nere. La coda presenta numerose barre color crema. L'ala chiusa mostra una fascia nera molto ampia con abbondanti macchie bianche. Il cappuccio è grigio con un bordo nero. L'occhio è sormontato da uno stretto sopracciglio bianco. Una sottile linea nera attraversa la regione dell'iride. Il mento è bianco, diversamente dalle guance, dalla parte anteriore del collo e dal petto, che sono di colore grigio chiaro. La parte posteriore del collo fino alla mantellina è marrone-arancio, caratteristica condivisa solo dall'otarda di Ludwig. Il ventre è bianco, le zampe giallo chiaro. Il becco è biancastro con il culmen e la punta più scuri.
La femmina è molto più piccola del maschio. Inoltre, nel suo piumaggio le zone grigie sono rimpiazzate dal beige. Le parti superiori presentano un maggior numero di motivi decorativi e la parte anteriore del collo è finemente barrata. Gli immaturi somigliano alle femmine. La sottospecie jacksoni è più piccola e presenta la parte posteriore del collo più scura. La sottospecie stanleyi mostra un piumaggio più scuro, con la parte posteriore del collo più riccamente colorata e parti superiori più chiare. Quando indossa il piumaggio nuziale, il maschio ha il collo di colore bianco.

### Voce
L'otarda di Denham è un uccello molto rumoroso. Sono stati descritti due richiami molto caratteristici: una specie di latrato profondo e un richiamo assordante ed esplosivo che il maschio lancia durante la parata quando si pone davanti alla femmina.

## Biologia

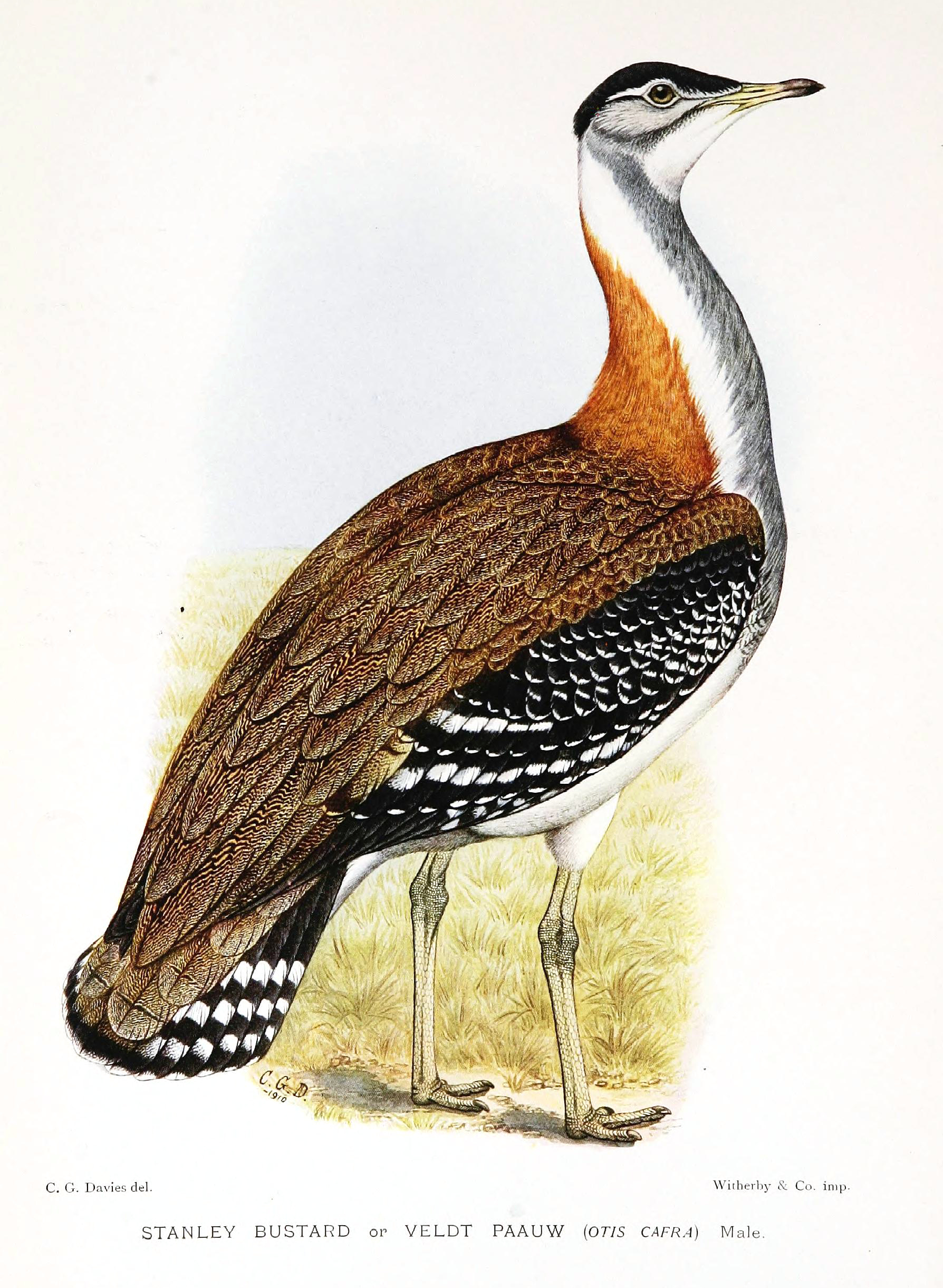

Le otarde di Denham vivono solitamente da sole o in piccoli gruppi formati da 2 a 7 individui. Occasionalmente, formano raggruppamenti più consistenti, che possono comprendere fino a 28 esemplari. Date le loro grandi dimensioni, sono uccelli facilmente individuabili. Tuttavia, nell'Africa australe, nelle regioni semiaride, vengono piuttosto regolarmente confuse con le otarde di Ludwig a causa della macchia arancio sulla parte posteriore del collo, presente in entrambe le specie.
Questa specie è piuttosto soggetta ai movimenti stagionali. La sottospecie nominale denhami migra verso il nord in maggio-giugno o talvolta anche più tardi, fino ad agosto. Ritorna nei territori abituali in settembre-ottobre, ma spesso non prima di dicembre, seguendo le precipitazioni. Questa sottospecie rimane nel sud del Niger e in Costa d'Avorio durante la stagione secca. È considerata sedentaria anche nella Repubblica Centrafricana. Anche la sottospecie jacksoni effettua movimenti nord-sud nel corso dell'anno, ma questi sono piuttosto difficili da precisare. Le popolazioni che vivono sulle montagne orientali sono soggette a movimenti altitudinali da agosto a gennaio. Effettuano movimenti durante l'inverno anche le popolazioni meridionali (sottospecie stanleyi). Gli esemplari che vivono sugli altopiani del Transvaal si spostano verso le praterie e le zone boschive situate ad altitudini più modeste. Le popolazioni montane dello Stato di Orange e del Natal migrano verso est in direzione del litorale. Nel sud-ovest della provincia del Capo, gli effettivi sembrano essere più numerosi durante l'inverno, ma non è chiaro se si tratti esattamente di un aumento reale dovuto all'immigrazione o se si tratta di un effetto ottico dovuto alla maggiore attività degli uccelli in questo periodo dell'anno.

### Alimentazione
Le otarde di Denham hanno una dieta che comprende una grande varietà di alimenti: si nutrono di vari tipi di artropodi, di piccoli invertebrati e di un gran numero di piante. Fanno grande consumo di termiti e frugano nelle deiezioni animali alla ricerca di insetti; guadano attraverso le pozze in cerca delle rane appollaiate sugli steli delle piante acquatiche e cacciano in piccoli gruppi nelle savane che sono state recentemente incendiate.

### Riproduzione
In numerose regioni il periodo di riproduzione non è ben definito, probabilmente a causa dell'irregolarità delle precipitazioni. La stagione dei nidi ha luogo da giugno a ottobre nel Sahel, in febbraio-marzo in Costa d'Avorio, in maggio in Nigeria, da dicembre a febbraio nel nord della Repubblica Democratica del Congo e da gennaio a marzo nell'Africa orientale. Gli esemplari sudafricani si riproducono principalmente da ottobre a gennaio. Le parate dei maschi hanno luogo in gennaio in Sierra Leone e in giugno, durante la stagione secca, nel sud della Repubblica Democratica del Congo. Durante queste cerimonie rituali, i maschi gonfiano il collo come un pallone e lanciano dei richiami assordanti. Il nido è una piccola depressione scavata sulla nuda terra, situata in mezzo all'erba o su un piccolo promontorio. La covata comprende abitualmente una o due uova. I pulcini sono ricoperti da un piumino beige con striature e macchioline nere.

## Distribuzione e habitat
Le otarde di Denham frequentano le praterie, comprese quelle che ricoprono gli altopiani fino a 3000 metri di altitudine. Visitano anche le dune erbose punteggiate di alberi di acacia, le regioni densamente coltivate di piccoli arbusti, le zone boschive sparse, le fattorie e le coltivazioni, le paludi prosciugate e le piatte distese ricoperte di boscaglia. In Sierra Leone si trovano anche sugli altopiani argillosi e nelle savane incendiate. Le popolazioni meridionali che vivono in Sudafrica prediligono un tipo di habitat un po' diverso, mostrando una certa preferenza per le praterie dal suolo acido che ricevono una quantità significativa di precipitazioni. Si stabiliscono anche nei pascoli piantumati e nei campi di cereali all'interno di paesaggi di vegetazione mediterranea. Esse sono più mobili delle popolazioni del Sahel e dell'Africa centrale: nidificano tra la vegetazione naturale in estate e occupano i campi coltivati durante il periodo invernale.
L'otarda di Denham occupa un areale molto esteso, che ricopre gran parte dell'Africa subsahariana. Questo ha la forma di una «L» rovesciata, partendo dalla Mauritania e procedendo verso est fino all'Etiopia e scendendo poi verso sud fino al Sudafrica, attraverso la Repubblica Democratica del Congo e la regione dei grandi laghi africani.

## Tassonomia
Nel suo vasto territorio, che si estende per oltre un milione di chilometri quadrati, vengono riconosciute ufficialmente tre sottospecie:
- N. d. denhami (Children e Vigors, 1826), diffusa dal Senegambia all'Uganda settentrionale e all'Etiopia occidentale; segnalata raramente, durante la stagione delle piogge, nella Mauritania sud-occidentale e nel Senegambia occidentale;
- N. d. jacksoni Bannerman, 1930, diffusa dal Kenya e dalla Tanzania occidentale alla Repubblica Democratica del Congo sud-orientale, allo Zambia e alle regioni settentrionali di Botswana e Zimbabwe; alcuni esemplari erratici visitano la Repubblica del Congo meridionale, la Repubblica Democratica del Congo occidentale e l'Angola sud-occidentale, ma non vi si riproducono;
- N. d. stanleyi (J. E. Gray, 1831), diffusa in Sudafrica e Swaziland; visitatori erratici non riproduttori vengono segnalati nel Lesotho.

## Conservazione
La specie non è minacciata a livello globale. La sua distribuzione è molto disomogenea: piuttosto diffusa nella Repubblica Centrafricana e in Uganda, è al contrario in diminuzione in Sudan, in Nigeria e nei paesi del Sahel dove la caccia fa parte delle tradizioni ancestrali. La specie è considerata vulnerabile in Kenya, un paese dal quale provengono molte informazioni al riguardo e dove gli effettivi non superano le 400 unità. In Sudafrica, la situazione non è molto più rosea: gli esemplari del Transvaal sono inferiori alle 300 unità e gli esemplari che svernano nella provincia del Capo raggiungono a malapena le 1000 unità.